# The Doors (Film)
The Doors ist ein US-amerikanisches biografisches Filmdrama des Regisseurs Oliver Stone aus dem Jahr 1991. Der Film thematisiert die Geschichte der Rockband The Doors und vor allem den Werdegang des Sängers Jim Morrison, dargestellt durch Val Kilmer. Morrison wird als Ikone der 1960er-Jahre-Rock-Kultur und des zeitgemäßen Hippie-Lebensstiles dargestellt, dessen Leben stark von einem Geflecht aus Alkoholkonsum, Einnahme halluzinogener Substanzen, Esoterik und einer Obsession vom Tod beeinflusst war. 
Zur detailgenauen Darstellung der Band, ihrer Umgebung und insbesondere der Konzertszenen trug die Mitarbeit der Doors-Mitglieder Robby Krieger und John Densmore bei. Densmore hatte im Film auch einen Cameo-Auftritt. Der Doors-Keyboarder Ray Manzarek sowie zahlreiche Weggefährten kritisierten den Film wegen seiner fehlenden Authentizität und der unrealistischen Darstellung von Jim Morrison. Der Soundtrack enthält zahlreiche Stücke der Doors. Der Hauptdarsteller Val Kilmer beeindruckte die Kritiker mit seinem Gesang, der im Film über die instrumentalen Originalaufnahmen der Doors gesetzt werden konnte.

## Handlung
Der Film zeigt fiktiv die Lebensgeschichte von Jim Morrison, beginnend mit Erinnerungen an seine Kindheit und an seine Familie, mit der er 1949 auf einer Wüstenstraße fährt, wo er einen älteren Indianer am Straßenrand sterben sieht. Im Jahr 1965 kommt er nach Kalifornien und ist fasziniert von der alternativen Kultur und dem Strandleben. Während er an der UCLA-Filmschule studiert, trifft er seine zukünftige Freundin Pamela Courson und hat die erste Begegnung mit Ray Manzarek, Robby Krieger und John Densmore, den späteren The Doors.
Jim reist mit seinen Bandkollegen zum Death Valley, um die Wirkungen psychedelischer Drogen zu erfahren. Zurück in Los Angeles, spielen sie im berühmten Nachtclub Whisky a Go Go, werden stetig bekannter und haben bald eine wilde „Fangemeinde“. 
Mit zunehmendem Erfolg kapselt sich Jim immer stärker ab und degeneriert in Alkoholismus und Drogen. Jim trifft Patricia Kennealy, eine Rockjournalistin mit Hang zur Hexerei, und nimmt mit ihr an mystischen Zeremonien teil, unter anderem an einer heidnischen Hochzeitszeremonie.
Jims Unzuverlässigkeit, verpasste Aufnahmetermine und Abwesenheiten bei Konzerten werden immer mehr zur Belastung für die Band. Als er in Miami nach Pfiffen wegen seiner Verspätung dem Publikum den entblößten Hintern zeigt, ist es ein Tiefpunkt in der Beliebtheit der Band. Es folgen Strafanzeigen, Annullierungen von Konzerten, Zusammenbrüche in Jims persönlichen Beziehungen und wachsende Distanz zu den anderen Bandmitgliedern.
1970 wird Jim zu einer Gefängnisstrafe verurteilt, darf jedoch bis zur Rechtskraft des Urteils in Freiheit bleiben. Patricia erzählt ihm, dass sie schwanger ist, aber Jim überredet sie zur Abtreibung. Jim besucht seine Band-Kollegen ein letztes Mal, und auf einer Party von Ray wünscht er der Band Glück für die Zukunft. Im Vorgarten trifft er spielende Kinder und erkennt seine eigene Kindheit wieder. Jim kommentiert: „Dies ist das seltsamste Leben, das ich je gekannt habe.“
Im Jahr 1971 ziehen Jim und Pam nach Paris, um dem Druck ihres alten Lebensstils zu entkommen und sich eine Auszeit zu nehmen. Am Morgen des 3. Juli 1971 findet Pam Jim tot in einer Badewanne. Die letzten Szenen des Films zeigen Jims Grab auf dem Friedhof Père-Lachaise, während A Feast of Friends im Hintergrund spielt, dann ein weißer Bildschirm und der Text: „Jim Morrison soll an Herzversagen gestorben sein, er war 27. Pam folgte ihm drei Jahre später.“

## Synchronisation
Die deutsche Synchronisation entstand bei der damaligen Synchronfirma Ronda Film GmbH unter der Leitung von Arne Elsholtz in Berlin. Elsholtz schrieb das Dialogbuch und führte die Dialogregie. Die Synchronfassung des Films gilt in der deutschen Synchronbranche als eine der gelungensten und aufwendigsten Produktionen. So soll der Synchronsprecher Torsten Sense während der Arbeit Gras geraucht haben, um mehr Authentizität in die Rolle des Jim Morrison zu bringen. Auch lobten die Synchronsprecher David Nathan und Simon Jäger die Synchronisation des Filmes sowie die Leistung von Sense. 
| Rolle                    | Schauspieler     | Synchronisation      |
| ------------------------ | ---------------- | -------------------- |
| Jim Morrison             | Val Kilmer       | Torsten Sense        |
| Pam Courson              | Meg Ryan         | Dorette Hugo         |
| Ray Manzarek             | Kyle MacLachlan  | Patrick Winczewski   |
| John Densmore            | Kevin Dillon     | Claudio Maniscalco   |
| Robby Krieger            | Frank Whaley     | Andreas Fröhlich     |
| Patricia Kennealy        | Kathleen Quinlan | Katja Nottke         |
| Paul A. Rothchild        | Michael Wincott  | Oliver Stritzel      |
| Tom Baker                | Michael Madsen   | Thomas Ahrens        |
| Bill Siddons             | Josh Evans       | Michael Deffert      |
| Andy Warhol              | Crispin Glover   | Christoph Eichorn    |
| Zeitschriften-Fotografin | Mimi Rogers      | Dagmar Heller        |
| Dorothy                  | Kelly Hu         | Alexandra Wilcke     |
| Dog                      | Dennis Burkley   | Dieter Knust         |
| Cat                      | Billy Idol       | Rolf Zacher          |
| Nico                     | Christina Fulton | Katrin Fröhlich      |
| Tontechniker             | John Densmore    | Ronald Nitschke      |
| Indianer in der Wüste    | Wes Studi        | Hartmut Becker       |
| Ed Sullivan              | William Jordan   | Joscha Fischer-Antze |
| Sullivans Produzent      | Sam Whipple      | Santiago Ziesmer     |

## Rezeptionen

### Reaktionen der Bandmitglieder
Ray Manzarek mochte den Film überhaupt nicht. Für ihn konzentrierte sich die Geschichte zu sehr auf den drogensüchtigen Jim Morrison und vernachlässigte dabei andere Facetten seiner Persönlichkeit: „Oliver Stone sollte sich schämen. Zu sensationsgierig. Zu abgefahren. Die ganze Zeit Jim mit einer Flasche in der Hand. Es ist lächerlich. Es ist ein Film über einen Alkoholiker. … Es ging nicht um Jim Morrison. Es ging um Jimbo Morrison, den Trunkenbold. Gott, wo war der sensible Poet und der witzige Mensch? Der Typ, den ich gekannt hatte, war nicht auf der Leinwand. Das war nicht mein Freund.“
Der Gitarrist Robby Krieger sah zwar auch Schwachstellen in dem Film, war aber insgesamt mit dem Resultat zufrieden: „Ich denke, der Film ist ganz gut geworden für einen Rock’n’Roll-Film, die ziemlich schwer zu machen sind. … Val Kilmer war großartig. Sie haben eine Menge ausgelassen. Manches war übertrieben, aber vieles war sehr gut gemacht, denke ich.“

### Kritiken
„Ein subjektiv überzeichnetes Porträt von Jim Morrison, dem 1971 gestorbenen Leadsänger der legendären Rockgruppe ‚The Doors‘, das den Rock-Poeten als einen von Dämonen getriebenen Menschen darstellt, der in Drogen- und Alkoholexzessen und in zügellosen Sexerlebnissen die Abgründe seiner Seele auszuloten versucht. Ein Film voller visueller Kraftakte, der mit zweifelsohne hervorragender Gestaltung und Ausstattung den Zuschauer zu überrumpeln versucht. Obwohl er dabei der Person Morrisons nicht gerecht wird, ist ihm Faszination nicht abzusprechen, was auch durch das verdienstvolle Bemühen ausgelöst wird, den Zeitgeist der Ära zwischen Woodstock, Vietnam-Krieg und Jugendrebellion einzufangen.“

„Regisseur Oliver Stone huldigt dem Mythos Morrison und entzaubert ihn zugleich. Er zeigt die Anfänge der Doors am Venice Beach von L. A. und Morrisons trauriges Ende als Drogenwrack. Val Kilmer spielt großartig – er sieht aus wie Morrison und klingt auch so: Die Live-Filmsongs singt er selbst.“